# Lagartera 1.ª Sección
Lagartera 1.ª Sección es una localidad del municipio de Centro ubicado en la subregión centro del estado mexicano de Tabasco.

## Geografía
La localidad de Lagartera 1.ª Sección se sitúa en las coordenadas geográficas 18°03′48″N 92°53′10″O / 18.063333, -92.886111, a una elevación de 4 metros sobre el nivel del mar.

## Demografía
Según el Censo de Población y Vivienda 2020, efectuado por el Instituto Nacional de Estadística y Geografía, la localidad de Lagartera 1.ª Sección tiene 4,036 habitantes, de los cuales 1,946 son del sexo masculino y 2,090 del sexo femenino. Su tasa de fecundidad es de 1.53 hijos por mujer y tiene 1,247 viviendas particulares habitadas.
| Gráfica de evolución demográfica de Lagartera 1.ª Sección entre 1950 y 2020 |
|                                                                             |
| INEGI.                                                                      |